# Ronald Wayne
Ronald Gerald Wayne (Cleveland, 17 maggio 1934) è un ingegnere statunitense.
Nel 1976 ha fondato Apple Computer (attuale Apple Inc.) insieme a Steve Jobs e Steve Wozniak occupandosi del controllo amministrativo della società. Dopo un paio di settimane, il 13 aprile 1976, vendette la propria quota del 10% per 800 dollari. Quella stessa quota, a gennaio 2022, vale oltre 300 miliardi di dollari: se fosse ancora in suo possesso, oggi Wayne sarebbe l'uomo più ricco del mondo.

## Carriera
Laureatosi nel 1953 presso la School of Industrial Arts di New York, nel 1956, all'età di 22 anni, si trasferì in California. Nel 1971 avviò la sua prima attività, una società che vendeva slot machine e che fallì qualche anno dopo. In merito a quell'esperienza, nel 2014 Wayne dichiarò di aver scoperto molto rapidamente di non aver alcun interesse nell'essere in affari ("no business being in business") e di essere molto più bravo come ingegnere.

### Apple
Wayne lavorò con Steve Jobs per Atari, prima che Jobs, Wozniak e lo stesso Wayne fondassero l'Apple Computer il 1º aprile 1976. In qualità di "supervisore adulto" della società, Wayne disegnò il primo logo Apple, scrisse l'accordo di partenariato originale tra i tre uomini e il manuale dell'Apple I.
Wayne ricevette una quota del 10% in Apple. Meno di due settimane dopo, il 12 aprile 1976, liquidò la sua quota per 800 dollari. Legalmente, tutti i membri di un partenariato sono personalmente responsabili di eventuali debiti contratti da qualsiasi partner; a differenza di Jobs e Wozniak, che allora avevano 21 e 25 anni, Wayne aveva beni personali che i potenziali creditori avrebbero potuto aggredire. Il fallimento della società di slot machine che aveva avviato 5 anni prima contribuì anch'esso alla sua decisione di uscire dal partenariato.
In seguito, sempre nel 1976, i venture capitalist Arthur Rock e Mike Markkula supportarono Apple nello sviluppo di un business plan e convertirono il partenariato in una corporazione. Un anno dopo aver lasciato Apple, Wayne ricevette 1 500 $ per rinunciare a qualsiasi rivendicazione nei confronti della nuova società.
Nel 1976, nel suo primo anno di attività, le vendite di Apple arrivarono a 174 000 dollari. Quindi, le vendite crebbero a 2,7 milioni di dollari nel 1977, 7,8 milioni nel 1978, 117 milioni nel 1980 e 1 miliardo nel 1982. Nell'agosto del 2020, Apple ha raggiunto una valutazione pari a 2.000 miliardi di dollari, diventando la società più valutata di sempre, e se Wayne avesse mantenuto la sua quota del 10% ad allora, ora varrebbe oltre 300 miliardi di dollari e sarebbe l’uomo più ricco del mondo.
Ciò nonostante, Wayne ha in seguito dichiarato di non rimpiangere la decisione di vendere la sua quota, perché essa fu "la migliore decisione sulla base delle informazioni che avevo a disposizione a quel tempo". Ha affermato inoltre di ritenere all'epoca che Apple "avrebbe potuto avere successo, ma nel contempo ci sarebbero stati grossi ostacoli lungo il cammino e non potevo rischiare. Avevo già avuto un'esperienza imprenditoriale piuttosto sfortunata. Stavo diventando troppo vecchio e quei due erano degli uragani. Era come avere una tigre alle calcagna e non avrei potuto restare al passo con questi ragazzi".

### Post-Apple
Nonostante i tentativi di Jobs di farlo ritornare in Apple, Wayne rimase in Atari fino al 1978, quando entrò a far parte del Lawrence Livermore National Laboratory e successivamente di una società di elettronica a Salinas, in California.
Nei primi anni '90, Wayne vendette l'accordo di partenariato originale della Apple, firmato nel 1976 da lui, Jobs e Wozniak, per 500 dollari. Nel 2011 il contratto fu rivenduto all'asta per 1,6 milioni di dollari. Wayne ha dichiarato che è stata l'unica cosa di cui si pente riguardo al suo coinvolgimento con Apple.
Attualmente Wayne detiene 12 brevetti.

## Autore
Nel luglio 2011 Wayne ha pubblicato un libro di memorie intitolato Adventures of an Apple Founder.

## Documentari
Wayne apparve in un documentario del 2008, Welcome to Macintosh, dove descrive alcune delle sue prime esperienze con Steve Jobs e Steve Wozniak.

## Vita privata
Nel febbraio del 1974, quando entrambi erano impiegati ad Atari, Wayne confessò a Jobs di essere omosessuale. Jobs in seguito dichiarò: "È stato il mio primo incontro con qualcuno che sapevo essere gay". Nel 2011 Wayne ha dichiarato che "nessuno in Atari lo sapeva, e potrei contare sulle dita dei piedi e delle mani il numero di persone alle quali l'ho raccontato in tutta la mia vita. Ma immagino che fosse giusto dirglielo, che avrebbe capito, e [la cosa] non ha avuto alcun effetto sulla nostra relazione". Attualmente Wayne vive in semi-pensionamento nella piccola città di Pahrump, nel Nevada.